# Station Dortmund-Wischlingen
Station Dortmund-Wischlingen (Duits: Bahnhof Dortmund-Wischlingen) is een S-Bahnstation in het stadsdeel Wischlingen van de Duitse stad Dortmund. Het station ligt aan de spoorlijn Dortmund-Mengede - Dortmund-Dorstfeld.

## Treinverbindingen
| Serie | Treinsoort            | Route | Bijzonderheden |
| ----- | --------------------- | --- | -------------- |
| S 2   | S-Bahn (DB Regio NRW) | Duisburg Hbf – Oberhausen Hbf – Essen-Altenessen – (Essen Hbf – / ) Gelsenkirchen Hbf – Wanne-Eickel Hbf – (Recklinghausen Hbf – / ) Herne – Castrop-Rauxel Hbf – Dortmund-Wischlingen – Dortmund Hbf |                |

Dortmund Hbf ·
Dortmund-Dorstfeld ·
Dortmund-Wischlingen ·
Dortmund-Dorstfeld Süd ·
Dortmund Universität ·
Dortmund-Oespel ·
Dortmund-Kley ·
Bochum-Langendreer ·
Bochum-Langendreer West ·
Bochum Hbf ·
Bochum-Ehrenfeld ·
Wattenscheid-Höntrop ·
Essen-Eiberg ·
Essen-Steele Ost ·
Essen-Steele ·
Essen Hbf ·
Essen West ·
Essen-Frohnhausen ·
Mülheim Hbf ·
Mülheim-Styrum ·
Duisburg Hbf ·
Duisburg Schlenk ·
Duisburg-Buchholz ·
Duisburg-Großenbaum ·
Duisburg-Rahm ·
Angermund ·
Düsseldorf Flughafen ·
Düsseldorf-Unterrath ·
Düsseldorf-Derendorf ·
Düsseldorf Zoo ·
Düsseldorf-Wehrhahn ·
Düsseldorf Hbf ·
Düsseldorf Volksgarten ·
Düsseldorf-Oberbilk ·
Düsseldorf-Eller Mitte ·
Düsseldorf-Eller ·
Hilden ·
Hilden Süd ·
Solingen Vogelpark ·
Solingen Hbf
Dortmund Hbf ·
Dortmund-Dorstfeld ·
Dortmund-Wischlingen ·
Dortmund-Huckarde ·
Dortmund-Westerfilde ·
Dortmund-Nette/Östrich ·
Dortmund-Mengede ·
Castrop-Rauxel Hbf ·
Herne
(>> Recklinghausen Süd ·
Recklinghausen Hbf) ·
Wanne-Eickel Hbf ·
Gelsenkirchen Hbf ·
(>> Gelsenkirchen-Rotthausen ·
Essen-Kray Nord ·
Essen Hbf) ·
Essen-Zollverein Nord ·
Essen-Altenessen ·
Essen-Bergeborbeck ·
Essen-Dellwig ·
Oberhausen Hbf · 
Duisburg Hbf